# 디블렌트
디블렌트(D.BLENT)는 대한민국의 광고 회사다. 대기업 인하우스 에이전시 중심의 국내 광고 시장에서 성공적인 브랜딩과 디지털 퍼포먼스를 만들어온 대한민국 대표 독립 종합 광고대행사이다. 창립 6년만인 2021년 취급고 기준 대한민국 10대 광고회사에 올랐다. 대기업 인하우스 에이전시, 외국계 에이전시 중심의 국내 광고 시장에서 톱10에 든 거의 유일한 사례이다. 2022년에는 영국 파이낸셜타임즈의 ‘아시아 태평양 고성장 기업’에도 선정되기도 했다.
‘디블렌트(D.BLENT)’라는 사명은 ‘Desire’와 ‘Blent’의 합성어로 브랜드와 소비자의 욕망(Desire)이 완벽히 혼합된(blent) 상태를 뜻한다. 사명처럼 브랜드와 소비자의 욕망이 완벽하게 혼합된 가장 매력적인 ‘어트랙티브 캠페인(ATTRACTIVE CAMPAIGN™)’을 기획하고 제작한다. 소비자의 페인포인트를 찾아내고 브랜드의 장점에 집중한 디블렌트만의 캠페인은 시장과 소비자에게 좋은 반응을 얻으며 2017년부터 2021년까지 국내외 광고제에서 90여개 상을 수상하기도 했다. 
디블렌트의 BI는 늑대이다. 늑대처럼 치열하게 일하면서 강하게 함께 살아가는 조직을 지향한다. 동시에 등장만으로도 상대를 압도할 수 있는 캠페인을 만드는 조직, 타깃의 급소를 공략하여, 시장에 새로운 기준을 제시할 수 있는 크리에이티브를 만드는 광고회사를 지향한다는 의미도 담고 있다.

## 사업
디블렌트의 주요 사업은 광고대행업이다. 광고 캠페인 기획, 제작에서부터 미디어 운영까지 총괄 대행한다. 또한 콘텐츠를 중심으로 한 소셜미디어 기획•제작•운영, 온•오프라인 프로모션도 기획 운영한다. 이외 브랜드 전략 수립 및 BI 제작 등 브랜딩 관련 업무와 웹•모바일 UI와 UX 전략 수립부터 페이지 개발과 디자인 업무도 하고 있다. 
디블렌트는 자회사로 게임 전문 광고회사 ‘퀘이커즈’와 수제버거 브랜드 ‘유에프오버거’로 두고 있다. 또한 광고 사업 외에 여성의류 브랜드 ‘더액츄얼리’를 운영하며 커머스 사업도 펼치고 있다. 유에프오버거는 패티와 소스, 채소를 빵으로 감싸서 유에프오처럼 만든 모양으로 유명하다. 기존 버거가 소스와 내용물이 흘러나와 먹기 불편한 페인포인트를 개선해 먹기 편하도록 버거를 만들었다. 버거 외식사업은 햄버거 브랜드 광고 캠페인 PT를 준비하면서 소비자의 페인포인트가 먹기가 불편하다는 점에 착안해서 직접 이를 개선한 브랜드를 만들자는 아이디어에서 시작됐다. 현재 유에프오버거는 전국 20여 개 가맹점을 운영 중이다.
- 회사 조직 및 규모: 디블렌트는 광고 기획 2개 본부, 제작 본부, 미디어 본부, 컨텐츠마케팅 본부, 신사업전략 본부, 경영관리 본부 등 총 7개 본부 조직이다. 광고기획 1본부가 5개팀, 광고기획 2본부가 3개팀, 제작본부가 7개팀, 미디어본부가 5개팀, 컨텐츠본부가 2개팀, 경영관리본부가 4개팀 등으로 총 130여명이 근무 중이다. 종합광고회사로써 디지털 광고와 전통적인 광고 팀을 별도로 구분하지 않고 하나의 팀으로 운영하는 시스템이 강점이다. 기존 종합광고대행사들이 TVC 중심의 기획과 제작 운영을 주로 하면서 디지털과 퍼포먼스를 부수적으로 대응한다면, 디블렌트는 브랜드 캠페인과 퍼포먼스 캠페인을 통합한 기획, 제작, 운영하는 ‘ALL-NEW AGENCY’ 시스템을 갖추고 있다. 이 같은 조직과 시스템으로 인해 미디어에 종속되지 않고 타깃 인사이트를 담은 캠페인 테마를 만들어 디지털, TV, 퍼포먼스, OOH 등에 통합해 운영함으로써 소비자와 광고시장에서 좋은 반응을 얻고 있다.

- 디블렌트 광고 캠페인의 특징: 디블렌트는 광고대행업을 넘어 브랜드 중독 모델을 만드는 ‘BRAND BUILDER™’를 지향한다. 광고의 경계를 뛰어넘어 브랜드 빌더가 되는 일, 바뀌는 세상에 적응하는 것을 넘어 세상을 바꾸는 일에 앞장선다는 것이 디블렌트만의 일하는 방식이자 핵심 가치이다. 이 같은 지향점을 담아 디블렌트만의 캠페인 모델을 상표 등록하기도 했다. ATTRACTIVE CAMPAIGN™ : 캠페인에 참여한 티킷 스스로가 미디어가 되게 하는 캠페인 모델 PAINPOINT KILLER™ : 타깃과 시장의 인사이트에서 불편함을 찾아내고 브랜드가 그것을 해결해 낸 히어로가 될 수 있게 하는 전략 모델 BRANDED PERFORMANCE™ : 온∙오프라인, 퍼포먼스 등으로 미디어를 구별하지 않고 타깃 접점에서 캠페인의 효과를 극대화하는 모델

- 주요 광고주: 대기업 인하우스 에이전시가 아닌 독립광고대행사로써 금융, 플랫폼, 유통, 리빙, 건설, 식품, 뷰티, 건기식, 제약, 패션, 스포츠 엔터테인먼트 등 폭넓은 산업 카테고리에서 다양한 광고주가 있다.

1. 금융 : 하나금융파인드, 미래에셋증권, 콴텍
2. 리빙 및 생활용품 : 자코모, 제이멜라
3. 식품 : 대상 청정원, SPC삼립, 비알코리아, 한솥, 투썸플레이스,
4. 패션 : 널디, 혼마골프
5. 뷰티 : 메디큐브, LF 아떼, 바닐라코
6. 건강기능식품 : 우리이앤엘 하루틴, 유유생활건강
7. 의약 제약 : 메디큐브, 멀츠 코리아, 중외제약, 동국제약, 누가의료기, EHL BIO
8. 플랫폼 : 티빙 파라마운트플러스, 위블링 오라운드, 스틸1번가
9. 스포츠 엔터테인먼트 : 카카오VX
10. 건설 : 그레이트광주
11. 화학 : SK ZIC

## 사옥
광고대행사가 남의 브랜딩을 잘하는 회사라면, 디블렌트의 브랜드 빌더는 ‘브랜딩의 일상화’가 되는 사람들이란 철학이 있다. 이에 사옥 자체도 ‘디블렌트’라는 브랜드를 경험하는 공간으로 꾸며져 있다. 상징인 늑대 로고는 건물 외벽뿐만 아니라 사옥 곳곳에서 모습을 드러낸다. 사옥은 전체적으로 검은 색을 바탕으로 깔끔하면서 장엄한 느낌이다. 1층은 늑대 카페로 운영되며 매일 2잔의 음료가 직원 복지 차원에서 제공된다. 지하1층은 회의 공간으로, 2층부터 8층까지는 업무 공간으로 구분되어 있다. 지하 2층에는 카메라 스튜디오가 있다.

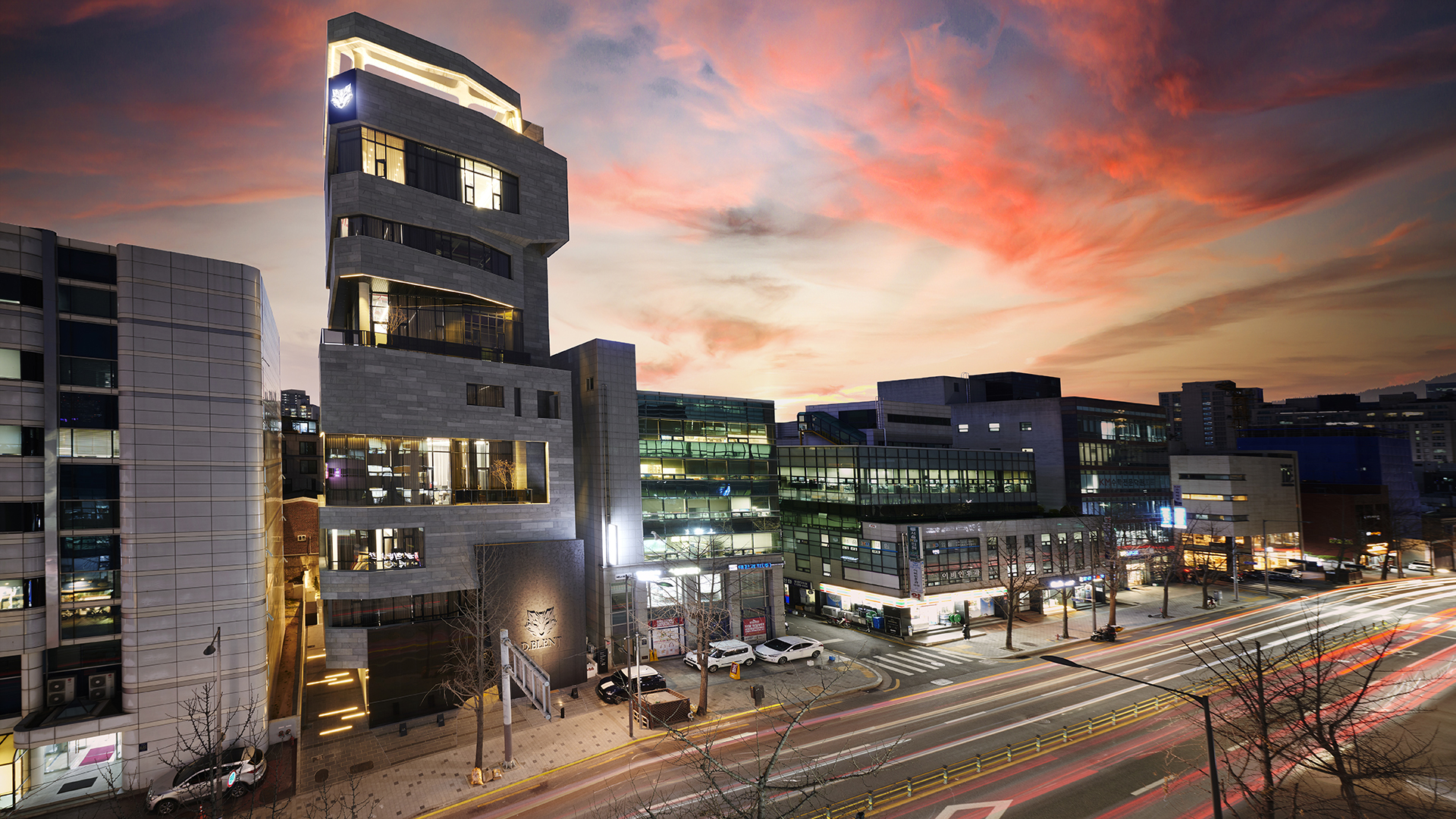
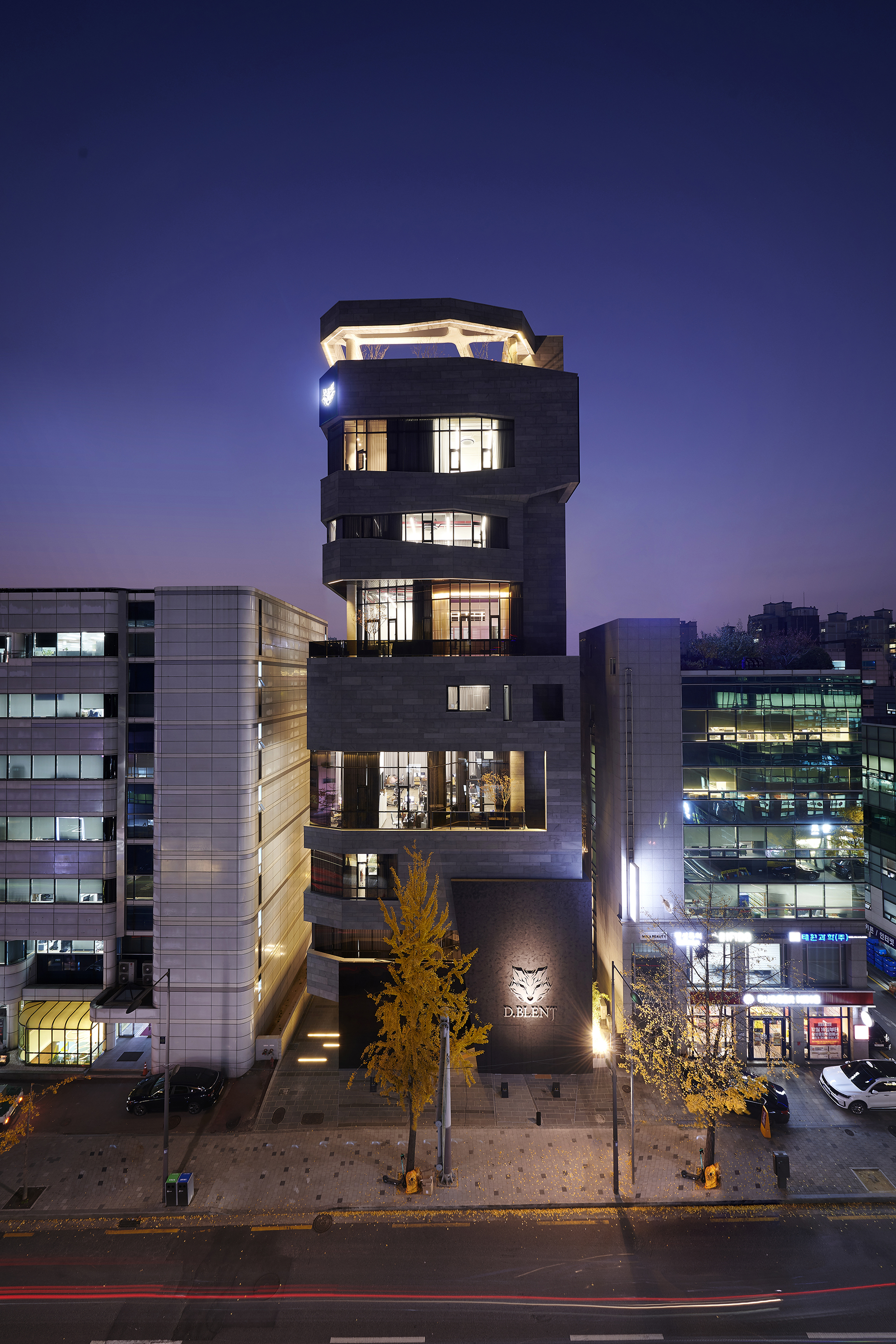
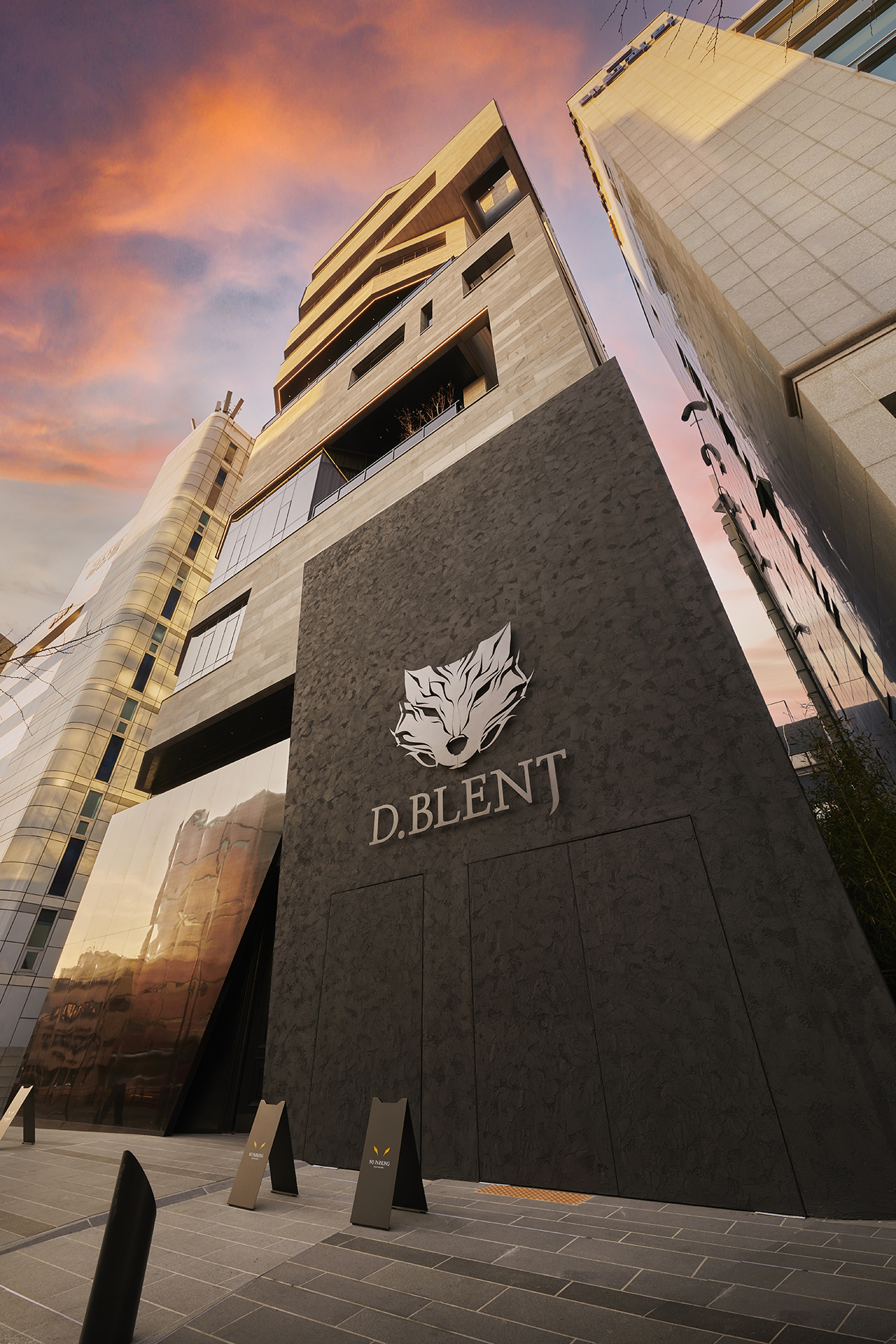
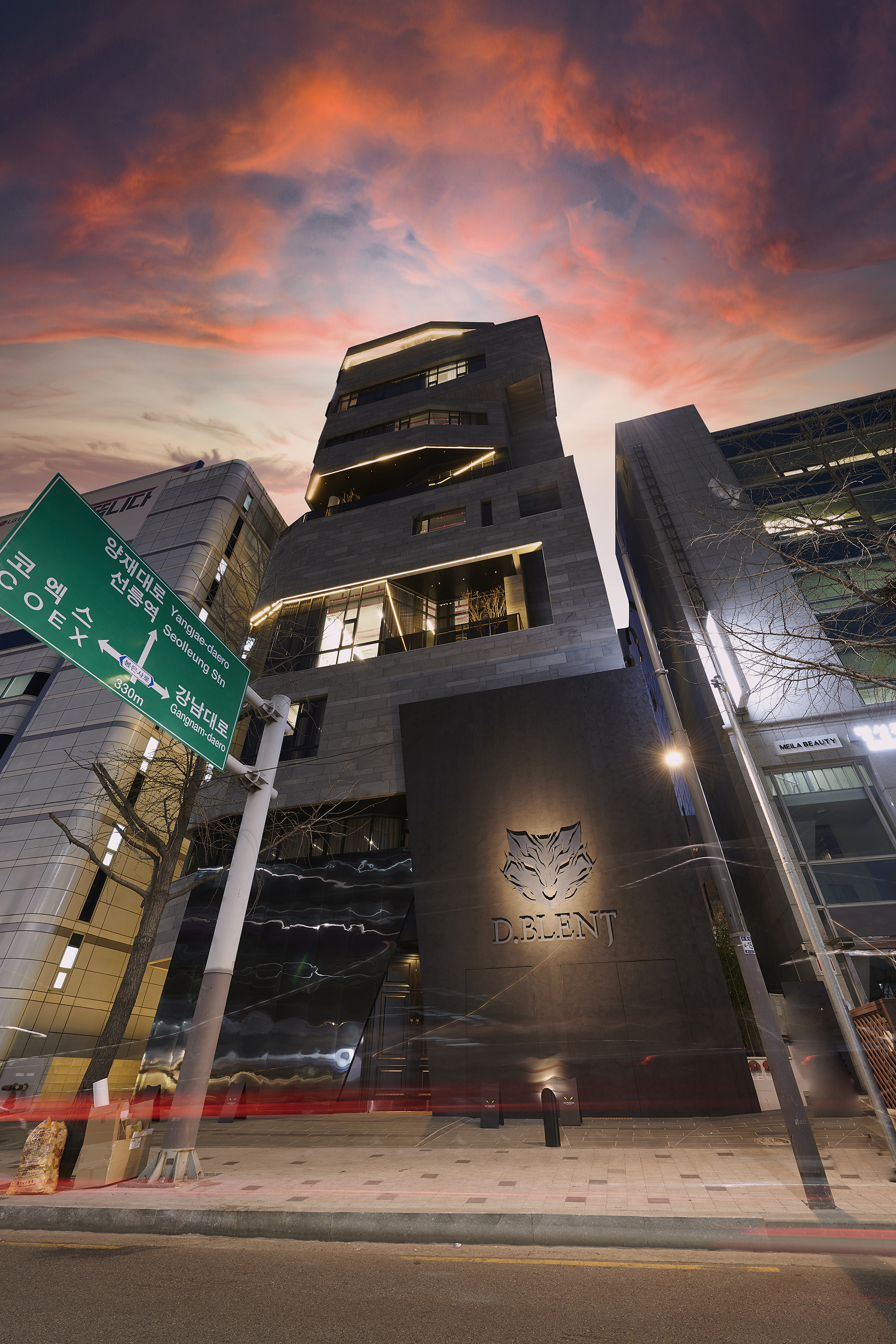